# Палацина (Варезе)
Палацина је насеље у Италији у округу Варезе, региону Ломбардија.
Према процени из 2011. у насељу је живело 18 становника. Насеље се налази на надморској висини од 351 м.